# Válečné zločiny Německa během druhé světové války

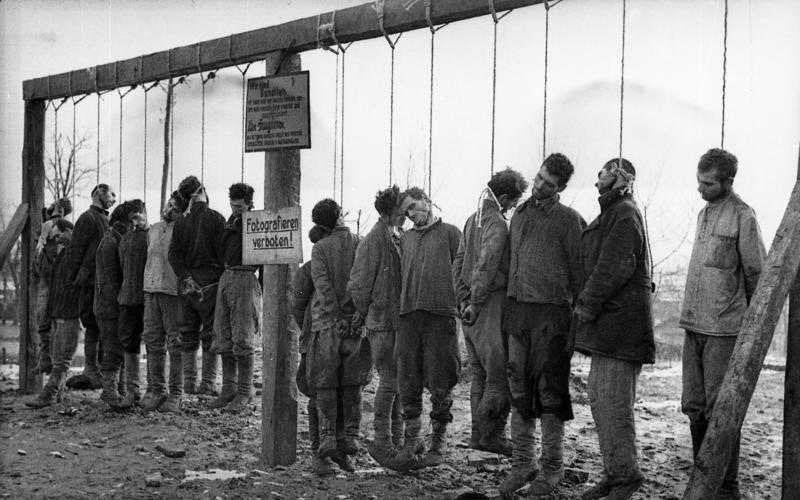
Pověšení ruští partyzáni

Válečné zločiny nacistického Německa byly válečné zločiny spáchané za druhé světové války ozbrojenými silami nacistického Německa. Zatímco hlavními pachateli holokaustu mezi německými ozbrojenými silami byly nacistické „politické“ armády (SS-Totenkopfverbände a zejména Einsatzgruppen), pravidelné ozbrojené síly zastoupené Wehrmachtem se dopouštěly vlastních válečných zločinů a to zejména na východní frontě během války se Sovětským svazem. Mezinárodní vojenský tribunál během norimberského procesu rozhodl, že přestože Wehrmacht nebyl zločineckou organizací, spáchal během války válečné zločiny.

## Válečné zločiny

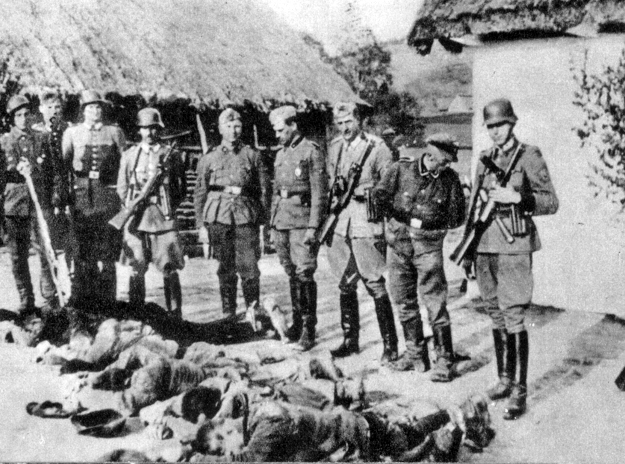
Zavraždění polští rolníci, 1943

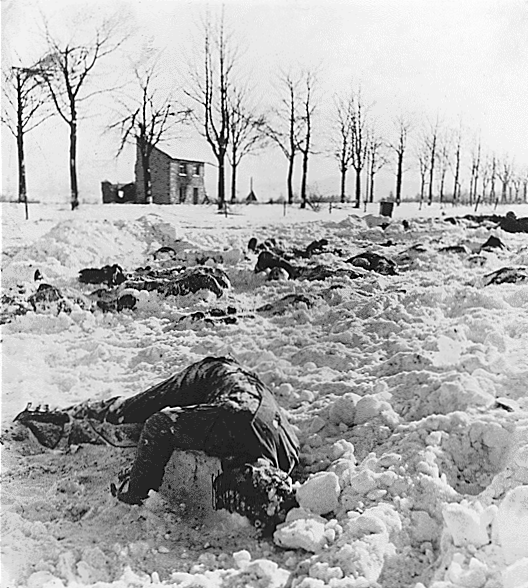
Malmédský masakr

- Zacházení s válečnými zajatci – nebyly dodržovány konvence s nakládáním s válečnými zajatci, přičemž horší vztah byl k sovětským vojákům, kterých bylo v prvním roce Velké vlastenecké války (1941) zajato obrovské množství. Vojáci byli buď likvidováni, nebo nasazováni na otrocké práce, na jejichž následky umírali. V německém zajetí zahynulo 3,3 milionu sovětských válečných zajatců. Sovětští političtí komisaři byli po zajetí zastřeleni. Vojáci exilových armád (Poláci, Čechoslováci atd.) byli po případném zajetí popraveni, anebo odsunuti do koncentračních táborů.
- Taktika vydírání rukojmími – zpravidla se jednalo o vyhlašované akce, při nichž bylo oznámeno, že za každého zabitého německého vojáka, či uskutečněnou sabotážní akci, bude popraven určitý počet civilních osob. Tyto hrozby byly většinou realizovány. Nejkrutější podmínky byly přitom na východní frontě, když velitelství německé branné moci vydalo dne 16. září 1941 příkaz, že za každého zabitého německého vojáka bude zastřeleno 50–100 civilních osob. Tyto drastické rozkazy však řada důstojníků wehrmachtu odmítla v praxi realizovat, což ovšem neznamená, že se tyto zločiny nedělaly.[2] V jejich provádění se angažovala většinou vojska Waffen-SS.

- Loupežné získávání majetku – po obsazení jednotlivých zemí spadlo národní bohatství prakticky zdarma do klína Třetí říše, která využívala tento majetek bez omezení, drancovala nerostná bohatství států, zkonfiskovala státní zdroje, národní poklady, majetek státu (např. vybavení armády, policie). Stejně loupežně si počínala i vůči podnikatelským subjektům, bankám, které se násilnými administrativními opatřeními dostaly do německých rukou.

- Krádeže půdy, vyhánění rolníků – tato opatření se prováděla zejména ve slovanských zemích, které představovaly v dlouhodobé strategii Německa životní prostor „Tisícileté německé říše“. Jednalo se zejména o protektorát Čechy a Morava, Polsko (Generální gouvernement) a Sovětský svaz. Zatímco v českých zemích nacisté v rámci programu germanizace využívali „jemnější“ metody – výkup půdy za úředně stanovené (směšné) ceny, v Sovětském svazu vyhlásili 15. února 1942 „nový agrární pořádek,“ podle něhož se veškerá půda v okupovaný oblastech prohlašovala za vlastnictví Německa.
- Rekvírování majetku – jednalo se o násilné odebírání majetku za účelem vedení války. Týkalo se to zejména všech druhů zemědělských produktů, ale i ve velkém kostelních zvonů, jejichž materiál byl využit ve zbrojní výrobě.
- Taktika spálené země – tuto metodu používali vojáci wehrmachtu a SS (stejně jako vojáci Rudé armády) při ústupu a opouštění svých pozic na dobytých území. Podle možností byl movitý majetek (stroje, zařízení, dopravní prostředky, inventář) buď odvezen do Německa k dalšímu používání, nebo byl spolu s nemovitým majetkem (domy, továrny, komunikace, mosty, přehrady) zničen. Jednalo se jak o majetek státní, tak o majetek firem a majetek občanů. Taktika spálené země je též známa pod zkratkou ARLZ (uvolnění, vyklizení, ochromení, zničení).
- Ničení a krádeže kulturních hodnot – zločin, kterého se dopouštěli jak nacističtí pohlaváři, tak němečtí vojáci. Týkal se všech zemí bez rozdílu, kde byly uloupeny klenoty obrovských historických hodnot, tak i východních zemí, kde docházelo k ničení památek, muzeí, knihoven. Mezi nejznámější zločiny patří loupež petrohradské Jantarové komnaty.